# Чифуку-Мару
Чифуку-Мару (Chifuku Maru) – транспортне судно, яке під час Другої світової війни взяло участь у операціях японських збройних сил на Новій Гвінеї та в архіпелазі Бісмарка.
Чифуку-Мару спорудили в 1919 році на верфі Kawasaki Dockyard для потреб власної компанії. З 1923-го воно належало Kokusai Kisen, в 1933-му перейшло до Tsutsui Kiyomatsu, проте вже того ж року власником стала компанія Kaiyo Kisen.
2 грудня 1942-го судно вийшло з японського порту Саєкі у складі конвою «E» – одного з багатьох, проведення яких здійснювалось у межах операції «Військові перевезення №8» (No. 8 Military Movement, 8-Go Enshu Yuso). Метою цих транспортних перевезень було постачання головної передової бази в Рабаулі (острів Нова Британія у архіпелазі Бісмарка), з якої провадились операції на Соломонових островах та сході Нової Гвінеї. 15 грудня конвой прибув до місця призначення.
5 січня 1943-го Чифуку-Мару та ще 4 судна вийшли з Рабаулу до Нової Гвінеї для доставки підкріплень гарнізону Лае (у глибині затоки Хуон). 7 та 8 січня союзна авіація завдала масованих авіаударів по Лае та змогла потопити одне з суден, інший транспорт викинувся на берег. Втім, завдання конвою з доставки підрозділів 51-ї дивізії в цілому виконали (можливо відзначити, що наступна така операція на початку березня призведе до повного розгрому конвою в битві в морі Бісмарка). По завершенні розвантаження Чифуку-Мару повернулось до Рабаулу.
16 січня судно полишило Рабаул у складі конвою та попрямувало на Палау (важливий транспортний хаб на заході Каролінських островів). Того ж дня за чотири десятки кілометрів на північний захід від Рабаула підводний човен Growler потопив Чифуку-Мару, загинув один член екіпажу.